# Інозитолмонофосфатаза-1
IMPA1 (англ. Inositol monophosphatase 1) – білок, який кодується однойменним геном, розташованим у людей на короткому плечі 8-ї хромосоми. Довжина поліпептидного ланцюга білка становить 277 амінокислот, а молекулярна маса — 30 189.
| 10         |  | 20         |  | 30         |  | 40         |  | 50         |
| ---------- |  | ---------- |  | ---------- |  | ---------- |  | ---------- |
| MADPWQECMD |  | YAVTLARQAG |  | EVVCEAIKNE |  | MNVMLKSSPV |  | DLVTATDQKV |
| EKMLISSIKE |  | KYPSHSFIGE |  | ESVAAGEKSI |  | LTDNPTWIID |  | PIDGTTNFVH |
| RFPFVAVSIG |  | FAVNKKIEFG |  | VVYSCVEGKM |  | YTARKGKGAF |  | CNGQKLQVSQ |
| QEDITKSLLV |  | TELGSSRTPE |  | TVRMVLSNME |  | KLFCIPVHGI |  | RSVGTAAVNM |
| CLVATGGADA |  | YYEMGIHCWD |  | VAGAGIIVTE |  | AGGVLMDVTG |  | GPFDLMSRRV |
| IAANNRILAE |  | RIAKEIQVIP |  | LQRDDED    |  |            |  |            |

A: Аланін

C: Цистеїн

D: Аспарагінова кислота

E: Глутамінова кислота

F: Фенілаланін

G: Гліцин

H: Гістидин

I: Ізолейцин

K: Лізин

L: Лейцин

M: Метіонін

N: Аспарагін

P: Пролін

Q: Глутамін

R: Аргінін

S: Серин

T: Треонін

V: Валін

W: Триптофан

Кодований геном білок за функціями належить до гідролаз, фосфопротеїнів. 
Задіяний у такому біологічному процесі, як альтернативний сплайсинг. 
Білок має сайт для зв'язування з іонами металів, іоном магнію. 
Локалізований у цитоплазмі.